# FC Carl Zeiss Jena
FC Carl Zeiss Jena je njemački nogometni klub iz Jene, Tiringija. U sezoni 2019./20. se natječe u 3. Ligi, trećem rangu njemačkog nogometa.

## Povijest
Klub su osmovali radnici tvornice optičkih instrumenata Carl Zeiss 1903. godine. Godine 1911. mijenja ime u Fussball Club Carl Zeiss Jena e.V, kako bi 1917. godine promijenio naziv u 1. Sportverein Jena e.V. Godine 1933. postaje član lige Gauliga Mitte. Ovo natjecanje osvaja u četiri navrata. Nakon Drugog svjetskog rata počinje se natjecati u DDR-Oberligi, najvišem nogometnom rangu u Istočnoj Njemačkoj. Jena je tri puta bila prvak Istočne Njemačke, dok je četiri puta osvajala nacionalni kup. U sezoni 1980./81. je s 2-0 poražena u finalu Kupa pobjednika kupova od Dinamo Tbilisija.
Najveći rival kluba je Rot-Weiß Erfurt. Tradicionalne boje su plava i bijela. Domaće utakmice igra na stadionu Ernst-Abbe-Sportfeld.

### Ime kluba kroz povijest
| Godina        | Ime                     |
| ------------- | ----------------------- |
| 1903. – 1911. | FC der Firma Carl Zeiss |
| 1911. – 1917. | FC Carl Zeiss Jena      |
| 1946. – 1948. | Ernst-Abbe Jena         |
| 1948. – 1949. | Stadion Jena            |
| 1949. – 1951. | BSG Carl Zeiss Jena     |
| 1951.         | Mechanik Jena           |
| 1951. – 1954. | BSG Motor Jena          |
| 1954. – 1966. | SC Motor Jena           |
| 1966. – danas | FC Carl Zeiss Jena      |

## Klupski uspjesi

### Domaći uspjesi
DDR-Oberliga:
- Prvak (3): 1963., 1968., 1970.

FDGB-Pokal:
- Prvak (4): 1960., 1972., 1974., 1980.

Gauliga Mitte:
- Prvak (4): 1935., 1936., 1940., 1941.

Regionalliga Nordost:
- Prvak (1): 1995.

Regionalliga Nord:
- Finalist (1): 2006.

NOFV-Oberliga Süd:
- Prvak (1): 2005.

### Europski uspjesi
Kup pobjednika kupova
- Finalist (1): 1980./81.

## Plasman po sezonama
| Sezona        | Liga                 | Rang | Plasman |
| 1999. – 2000. | Regionalliga Nordost | III  | 4.      |
| 2000. – 2001. | Regionalliga Süd     | III  | 18. ↓   |
| 2001. – 2002. | NOFV-Oberliga Süd    | IV   | 3.      |
| 2002. – 2003. | NOFV-Oberliga Süd    | IV   | 2.      |
| 2003. – 2004. | NOFV-Oberliga Süd    | IV   | 2.      |
| 2004. – 2005. | NOFV-Oberliga Süd    | IV   | 1. ↑    |
| 2005. – 2006. | Regionalliga Nord    | III  | 2. ↑    |
| 2006. – 2007. | 2. Bundesliga        | II   | 13.     |
| 2007. – 2008. | 2. Bundesliga        | II   | 18. ↓   |
| 2008. – 2009. | 3. Liga              | III  | 16.     |
| 2009. – 2010. | 3. Liga              | III  | 5.      |
| 2010. – 2011. | 3. Liga              | III  | 15.     |
| 2011. – 2012. | 3. Liga              | III  | 18. ↓   |
| 2012. – 2013. | Regionalliga Nordost | IV   | 2.      |
| 2013. – 2014. | Regionalliga Nordost | IV   | 3.      |
| 2014. – 2015. | Regionalliga Nordost | IV   | 4.      |
| 2015. – 2016. | Regionalliga Nordost | IV   | 7.      |
| 2016. – 2017. | Regionalliga Nordost | IV   | 1. ↑    |
| 2017. – 2018. | 3. Liga              | III  | 11.     |
| 2018. – 2019. | 3. Liga              | III  | 14.     |
| 2019. – 2020. | 3. Liga              | III  | 20.↓    |
| 2020. – 2021. | Regionalliga Nordost | IV   | 4.      |
| 2021. – 2022. | Regionalliga Nordost | IV   | 2.      |
| 2022. – 2023. | Regionalliga Nordost | IV   | 2.      |

## Menadžeri
- Volkan Uluc (2014. – 2016.)
- Lothar Kurbjuweit (2014.)
- Andreas Zimmermann (2013. – 2014.)
- Petrik Sander (2011. – 2013.)
- Heiko Weber (2011.)
- Wolfgang Frank (2010. – 2011.)
- René van Eck (2009. – 2010.)
- Marc Fascher (2009.)
- René van Eck (2008. – 2009.)
- Mark Zimmermann (2008.)
- Henning Bürger (2007. – 2008.)
- Valdas Ivanauskas (2007.)
- Frank Neubarth (2007.)
- Mario Röser (2006.)
- Marco Lohmann (2005.)
- Heiko Weber (2004. – 2007.)
- Thomas Vogel (2004.)
- Uwe Dern (2003.)
- Joachim Steffens (2003. – 2004.)
- Thomas Vogel (2002. – 2003.)
- Frank Eulberg (2002.)
- Wolfgang Sandhowe (2001. – 2002.)
- Thomas Vogel (1999. – 2000.)
- Thomas Gerstner (1998. – 1999.)
- Reiner Hollmann (1997. – 1998.)
- Frank Engel (1997.)
- Eberhard Vogel (1994. – 1997.)
- Hans Meyer (1993. – 1994.)
- Uwe Erkenbrecher (1993.)
- Reiner Hollmann (1992. – 1993.)
- Bernd Stange (1989. – 1991.)
- Lutz Lindemann (1991. – 1992.)
- Hans Meyer (1971. – 1983.)
- Georg Buschner (1958. – 1971.)
- Heinz Pönert (1958.)
- Rolf Hüfner (1958.)
- Hans Warg (1955. – 1957.)
- Helmut Petzold (1954. – 1955.)
- Max Hofsommer (1953. – 1954.)
- Bernhard Schipphorst (1953.)
- Kurt Findeisen (1951. – 1953.)
- Hans Carl (1949. – 1951.)
- Hermann Malter (1948. – 1949.)
- Adolph Prokoph (1940.)
- Josef Pöttinger (1934. – 1938.)
- Hermann Peter (1903.)

## Vanjske poveznice
- Službena stranica